# Aureil
Aureil is een gemeente in het Franse departement Haute-Vienne (regio Nouvelle-Aquitaine) en telt 809 inwoners (2004). De plaats maakt deel uit van het arrondissement Limoges.

## Geografie
De oppervlakte van Aureil bedraagt 10,1 km², de bevolkingsdichtheid is 80,1 inwoners per km².

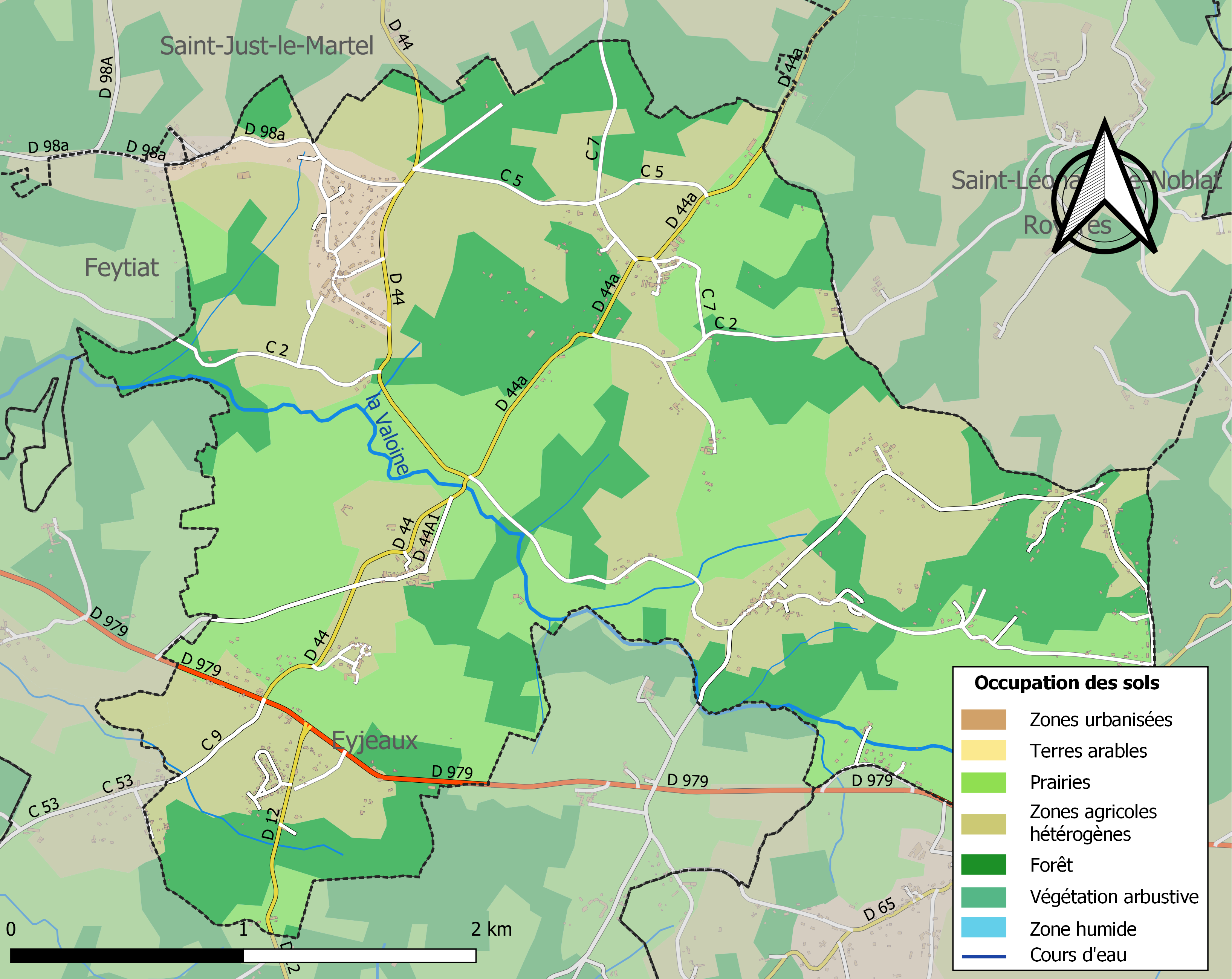
Kaart van de gemeente met de belangrijkste infrastructuur, bodemgebruik en omliggende gemeenten

## Demografie
Onderstaande figuur toont het verloop van het inwonertal (bron: INSEE-tellingen).

## Geschiedenis
De kluizenaar Sint Gauthier stichtte in Aureil eind 11e eeuw een kloosterorde van reguliere kanunniken. Zijn bekendste volgeling was Sint Etienne de Muret, die in 1120 de kloosterorde van Granmont stichtte.
Aureil bezit een Romaanse kerk gewijd aan de maagd Maria.